# Spectre Abysm
Spectre Abysm är det sjunde studioalbumet med det norska black metal-bandet Limbonic Art. Albumet utgavs 2017 av skivbolaget Candlelight Records.

## Låtlista
1. "Demonic Resurrection" – 10:21
2. "Ethereal Traveller" – 7:05
3. "Omega Doom" – 7:46
4. "Requiem Sempiternam" – 2:24
5. "Triumph of Sacrilege" – 4:43
6. "Disciplina Arcani" – 5:40
7. "Through the Vast Profundity Obscure" – 8:46

- Text och musik: Daemon

## Medverkande
Musiker (Limbonic Art-medlemmar)
- Daemon (Vidar Jensen) – sång, alla instrument

Produktion
- Eivin Christian Haukelidsæter – musikproducent, ljudtekniker
- Bjørn Frisholm – musikproducent, ljudtekniker, foto
- Daemon – ljudtekniker
- Henrik Bruun – ljudtekniker, ljudmix
- Tim Turan – mastering
- Vebjørn Strømmen – omslagsdesign, omslagskonst
- Christopher Iain Hansen – foto